# Рогожин Андрій Віталійович
Андрій Віталійович Рогожин (нар. 13 липня 1997, Харків) — український волейболіст, гравець львівського клубу «Барком-Кажани» і національної збірної України.

## Життєпис
Вихованець Харківського обласного училища фізичної культури та спорту, а також харківського волейбольного клубу «Юракадемія», де й розпочав свою професійну кар'єру.
Також виступав у клубі Української суперліги СК «Епіцентр-Подоляни» (2021—2023).
У третій декаді червня 2024 року ЗМІ повідомили, що Андрій перейшов до львівського клубу «Барком-Кажани», який виступає в польській елітній Плюс Лізі. У цій престижній першості дебютував 14 вересня 2024 року в першому матчі сезону 2024—2025 проти чемпіона — «Ястшембського Венґеля», замінивши з початку третьої партії Владислава Щурова.
Основний гравець збірної України (U-20), яка у вересні виборола срібні медалі чемпіонату Європи-2016.

## Досягнення

### У збірній
- cрібний призер Євро-2016 (U20).

### Клубні
- чемпіон України 2022,
- володар Кубка України 2022—2023.